# 愛才りあ
愛才 りあ（あいせ りあ）は、日本のAV女優。アトラクティブ所属。

## 経歴
2025年1月14日に『FIRST IMPRESSION 178 天然美 NATURAL BEAUTY』でアイデアポケットよりAVデビュー。
同年5月5日週FANZAレンタルフロアランキングでデビュー作がランキング1位となった。
また同年5月5日週FANZA通販フロアランキングにて、出演した『日本よ、これがアイポケだー。 BEAUTY VENUS THE HARLEM もう絶対に揃わない夢の究極共演！！ 痴女プレイ全10コーナー330分！』が初登場2位を記録した。
同年6月30日週FANZA通販フロアランキングにて、出演した『BEAUTY VENUS THE HARLEM-episode3- 24時間強●フル勃起！チ○ポ争奪！年中発情期の美人5姉妹に痴女られて賢者タイム無しのハメっぱなし同棲生活 西宮ゆめ 古川ほのか さくらわかな 佐々木さき 愛才りあ』が初登場10位となる。

## 人物
- 趣味は読書/映画鑑賞/料理/国内旅行/美味しいパン屋さん巡り[4]。
- デビュー時は東京の大学に進学するために上京した[5]。
- AV女優になろうとしたきっかけは今までの⼈⽣とは180度違って、全くやったことがないジャンルに挑戦したかったからである。そもそもエッチには興味があり、SNSで新ありなを⾒て興味を持つようになり、デビュー前まではAVの知識が全く無かったが、今は勉強のために⼀⼈でAVを観るようになった[5]。
- 東京スポーツのインタビューでは「今までおどおど生きてきたので、新しいことに挑戦して自分を変えたかったから」と回答している[6]。
- 自慰行為は週に4回で電マを使っている[5]。
- いままで彼氏は3人で、その⼈たちとしかエッチしたことが無かった[5]。初体験は18歳の時でその時に性に目覚めたとのこと[7]。プライベートでは愛撫、フェラチオ、挿入という同じ流れだった[6]。
- 好きな体位は騎乗位[5]で性感帯は首や乳首[7]。騎乗位は相手の気持ちよさそうな顔が見れるのが好きで、見つめあうと興奮するのが性癖と述べている[6]。
- 今後やってみたいことは学生服でのプレー[8]。

## 作品

### アダルトビデオ
- FIRST IMPRESSION 178 天然美 NATURAL BEAUTY 愛才りあ（1月14日、アイデアポケット）
- 革命的美少女がイクイク連発！！初体験絶頂4本番スペシャル 愛才りあ （2月11日、アイデアポケット）
- 「初泡姫チャレンジします」 即尺即ハメ！！天然美少女のイチャイチャ御奉仕ソープ 愛才りあ（3月11日、アイデアポケット）
- 革命的美少女の追い込みアクメ超覚醒 ポルチオ！追撃！激ピストン！マジイキ超連発SPECIAL 愛才りあ（4月8日、アイデアポケット）
- 出張先が記録的豪雨で童貞部下と突然相部屋に…雨で濡れた身体に興奮した部下に襲われ朝まで7発のびしょ濡れ絶倫性交 愛才りあ（5月13日、アイデアポケット）
- 俺のことが昔から大好きな幼馴染に1ヶ月の禁欲をさせて彼女不在中にハメまくった甘くも切ない3日間 愛才りあ（6月10日、アイデアポケット）
- 日本よ、これがアイポケだー。 BEAUTY VENUS THE HARLEM もう絶対に揃わない夢の究極共演！！ 痴女プレイ全10コーナー330分！ 桜空もも 長浜みつり 西宮ゆめ 古川ほのか さくらわかな 佐々木さき 愛才りあ 役野満里奈（6月10日、アイデアポケット）
- 携帯ナースコールで24時間口内射精OK！ 即尺超好きおしゃぶり痴女ナース 愛才りあ（7月8日、アイデアポケット）
- 修学旅行の下見出張でセクハラ教師とまさかの相部屋に…軽蔑していたキモ教師に死ぬほどイカされまくった屈辱SEX 愛才りあ（8月12日、アイデアポケット）[6]

### イメージビデオ
- ALL NUDE 愛才りあ（2025年3月25日、Aircontrol）

## 出演

### テレビ
- 月ともぐら（2025年5月23日 - 、テレビ東京)[9]

## 外部サイト
- 愛才りあ (@aise_ria) - X（旧Twitter）

※以下は、18禁サイト
- 愛才りあ - アイデアポケット公式サイト